# Juan Antonio Sotillo
Juan Antonio Sotillo y Sotillo (Santa Ana, Provincia de Barcelona, Capitanía General de Venezuela 1790 - Santa Ana, Estado Barcelona, Venezuela, 1874) fue un político y militar venezolano.

## Biografía
Hijo de Pedro Sotillo y Bárbara Sotillo. Casado con Encarnación Páez y padre de José Antonio, Miguel, Elaida, Juana, Juan Antonio, Calixta, María y María del Rosario. Fue enterrado en 1877 en el Panteón Nacional de Venezuela.
Se une en 1815 en la guerrilla de José Tadeo Monagas. Combate en la batalla de El Juncal. Combate en el oriente durante el resto de la Guerra de Independencia de Venezuela. En 1824 es nombrado general. En 1833 es jefe militar de Barcelona. En 1835 apoya la Revolución de las Reformas. Acompaña al general José Laurencio Silva y combate contra la rebelión de José Antonio Páez derrotando a Lorenzo Belisario y a Felipe Macero.
En 1849 queda a cargo de las tropas en Apure. Sofoca un golpe de Estado contra el gobierno de José Gregorio Monagas en mayo de 1853 y debe exiliarse en la colonia británica de Isla Trinidad tras la caída de José Tadeo Monagas por la Revolución de Marzo (1858). Durante la Guerra Federal combate del lado liberal en la provincia de Guayana junto con sus 2 hijos, Miguel y José y dirige en la zona de oriente los combates de El Banco de los Pozos y Las Piedras, siendo derrotado en este último encuentro por las tropas del general José María Zamora. El 4 de octubre de 1861, firma una tregua en Santa Ana con los conservadores, que sería de breve duración.

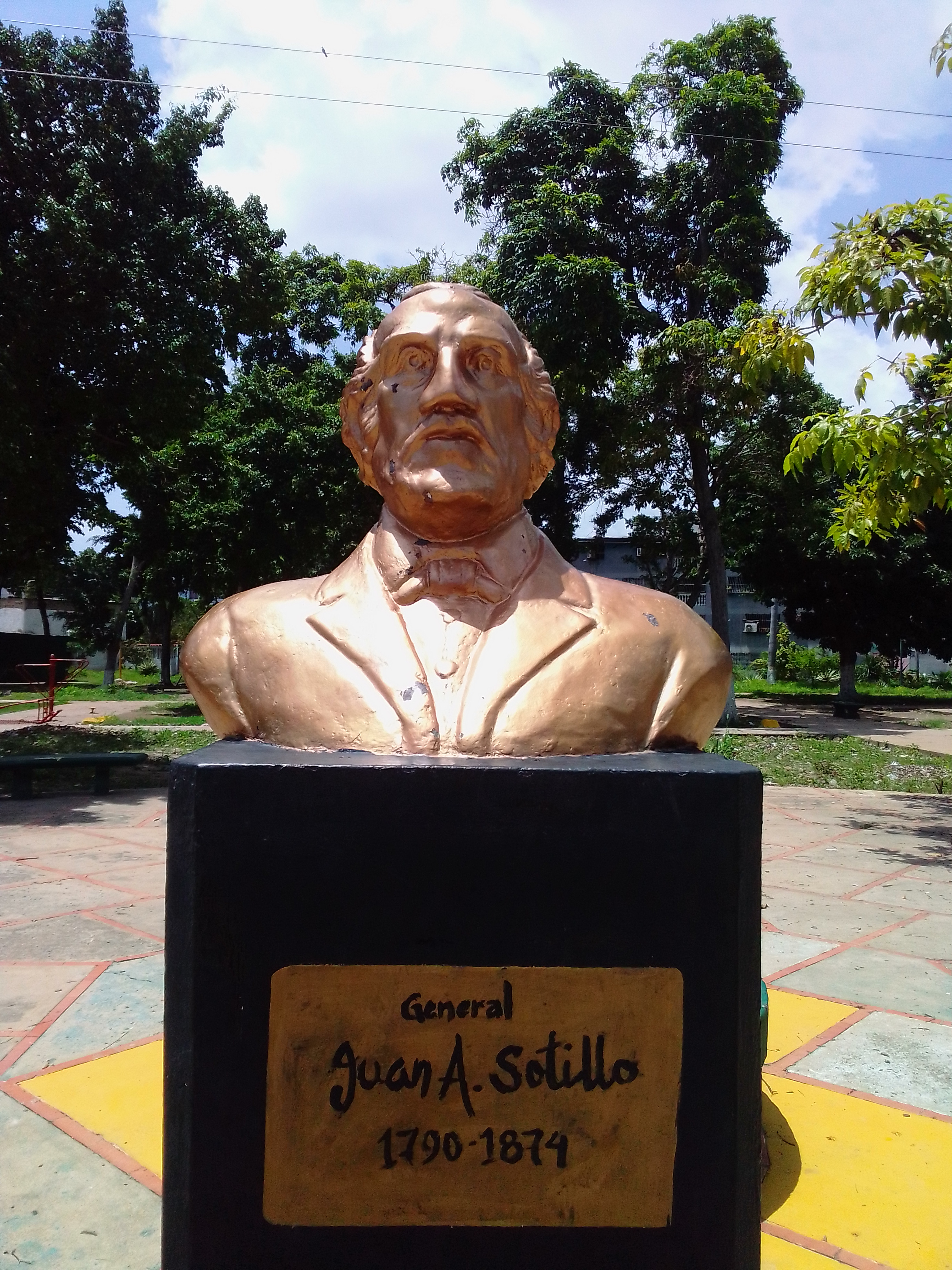
Busto de Juan Antonio Sotillo

En abril de 1864, junto con los generales José del Rosario González y José Desiderio Trías, recibió el título de Fiel Soldado de la Democracia, así como una remuneración por sus servicios prestados a la causa de la Federación. El 30 de julio de 1868 se suma a la Revolución Azul y después combate contra la Revolución de Abril, tras lo cual se retira a la vida privada en 1870.